# スティリアン・ペトロフ
スティリアン・ペトロフ（ブルガリア語: Стилиян Петров, ラテン文字転写: Stiliyan Petrov, 1979年7月5日 - ）は、ブルガリア・モンタナ出身の元サッカー選手。ブルガリア代表のキャプテンを務めていた。ポジションはMF（センターハーフ、オフェンシブハーフ）。しばしばStilianという誤表記をされる。
セルティックFCでプレーしていた2003年にはブルガリア年間最優秀選手賞を受賞した。2000年、2001年、2005年、2009年には次点となり、2002年と2006年には3位にランクインしている。2005年にはスコットランドのサンデー・メイル紙のジャーナリストのマーク・グイディの力を借り、You Can Call Me Stanというタイトルの自伝を出版した。
2012年、急性骨髄性白血病と診断された。

## クラブ経歴

### PFC CSKAソフィア
モンタナ州のモンタナに生まれ、地元のPFCモンタナでサッカーを始めた。18歳の時にPFC CSKAソフィアへ入団し、その見返りとしてPFCモンタナには3万ユーロが支払われた。PFC CSKAソフィアでは1996-97シーズンにブルガリア・リーグで優勝し、1996-97シーズンと1998-99シーズンにブルガリア・カップで優勝している。

### セルティックFC
1999年夏、移籍金200万ポンドでスコティッシュ・プレミアリーグのセルティックFCへ移籍した。この移籍金は10代のブルガリア人選手に支払われた額としては史上最高額であった。はじめはホームシックや孤独さに悩まされ、英語を話せないために思うようなプレーができず、右サイドバックのポジションをジョン・バーンズに奪われたが、ハンバーガー売りのトラックで友人たちと働くことで英語を改善させていった。良好な1999-2000シーズンを経て、2000-01シーズンもマーティン・オニール監督の下で輝き、スコティッシュ・プレミアリーグ、スコティッシュ・カップ、スコティッシュリーグカップの3冠を達成した。レンジャーズFCとのオールドファームダービー (6-2) での1得点を含めて28試合に出場して7得点を挙げ、外国人として初めてリーグ最優秀若手選手賞を受賞した。2001-02シーズンはボックス型の4-4-2システムのセンターハーフとしてプレーし、2シーズン連続でのリーグ優勝を果たした。2002-03シーズンも良好なコンディションを維持し、他のいくつかのトップクラブから興味を示されたが、セルティックFCとの契約を延長することを選んだ。2002-03シーズンは公式戦50試合に出場して自己最多の14得点を挙げ、UEFAカップでは決勝に進出した。
2003-04シーズンと2004-05シーズンもクラブにとって不可欠な存在であり、2シーズンで公式戦通算105試合に出場して19得点した。2003-04シーズンはリーグ戦とカップ戦の2冠に輝き、2004-05シーズンもカップ戦を制した。2005年夏にはクラブにとって大きな変化があり、オニール監督が退任してゴードン・ストラカン監督が就任した。ストラカン監督の初采配試合はスロバキアのFCアルトメディア・ブラチスラヴァに0-5で敗れる最悪の立ち上がりであり、リーグ戦の初采配試合はマザーウェルFC (4-4) であったが、3-1のリードを4-4の引き分けに持ち込まれた。2005年10月に行われたマザーウェルFC戦では初めてとなるハットトリックを達成し、5-0と粉砕してリベンジを果たした。チームはシーズンの序盤戦は不調だったが、その後持ち直してリーグ戦とカップ戦の2冠に輝いた。2006-07シーズンは開幕から3試合をセルティックFCでプレーしたが、その後アストン・ヴィラFCへの移籍が決定した。セルティックFCでは7シーズンで公式戦312試合に出場して65得点を挙げ、スコティッシュ・プレミアリーグを4度、スコティッシュ・カップとスコティッシュリーグカップをそれぞれ3度獲得した。リーグ戦での55得点は歴代10位の好記録であった。

### アストン・ヴィラFC
2006年8月30日、かつてセルティックを指揮したオニール監督が率いるプレミアリーグのアストン・ヴィラFCと4年契約を交わした。セルティックFCに支払われる移籍金は650万ポンドであるが、成績次第で800万ポンドまで上昇する。9月10日のウェストハム戦 (1-1) でデビューし、12月11日のシェフィールド・ユナイテッドFC戦 (2-2) で初得点を挙げたが、最初の2シーズンはコンディションが安定しなかった。2007年夏には背番号を11から19に変更した。2008年4月12日に行われたダービー・カウンティFC戦 (6-0) では、既にフットボールリーグカップ（2部）降格が決定していた相手に対して、ハーフウェイライン上からボレーシュートを決め、それが2007-08シーズンの初得点となった。2008-09シーズンはレギュラーポジションを獲得し、2008年10月2日のUEFAカップのリテックス・ロヴェチ戦では初めてキャプテンを務めるとともに、その試合では得点も記録した。2008-09シーズンにはファン投票によるクラブ最優秀選手と選手間投票によるクラブ最優秀選手のふたつの称号を手にした。2009年5月20日、2013年までの新たな4年契約にサインした。
2009年夏にはキャプテンのマルティン・ラウルセンが現役引退し、後任のギャレス・バリーが急遽マンチェスター・シティFCに移籍したため、スティリアンがキャプテンに就任した。2010-11シーズン開幕戦のウェストハム戦 (3-0) では移籍後5得点目となる得点を決めた。2010年10月23日にスタジアム・オブ・ライトで行われたサンダーランド戦 (0-1) で膝を負傷したが、12月26日のトッテナム戦 (2-1) で後半にジョナサン・ホッグと代わって出場して復帰した。2011年2月26日、ブラックバーン戦 (4-1) の76分にロベール・ピレスとの交代で途中出場してプレミアリーグ通算150試合出場を達成した。
2012年、3月24日のアーセナル戦の後に高熱に見舞われたため検査を受けた結果、急性骨髄性白血病と診断され、その後の治療で順調に回復したものの現役復帰には至らず、2013年5月9日に現役引退を発表した。

## 引退後
2015年3月5日、プレミアリーグのアストン・ヴィラFCのスタッフに就任した。

## 代表経歴
1998年12月23日、アガディールで行われたモロッコ代表との親善試合でブルガリア代表デビューし、その試合を4-1の勝利で飾った。2000年3月29日のベラルーシとの親善試合 (4-1) で代表初得点を挙げた。2004年からブルガリア代表のキャプテンを務めていたが、まだ27歳であった2006年10月12日、フリスト・ストイチコフ監督との対立からキャプテン辞任と代表からの引退を表明した。しかし、ストイチコフ監督やチームメイトからの復帰要請の声に押され、2007年3月、UEFA EURO 2008予選・アルバニア戦の招集メンバー発表の際にブルガリア代表に復帰した。スティリアンが不在の間はディミタール・ベルバトフがキャプテンの責務を担っており、スティリアン復帰後もベルバトフがキャプテンを務めた。2010年1月14日、2度目のブルガリア最優秀選手賞を受賞した。2010年にベルバトフが代表引退を表明し、再びスティリアンがキャプテンに就任した。2011年3月26日、UEFA EURO 2012予選・スイス戦に出場し、ボリスラフ・ミハイロフに次いで2人目となるブルガリア代表通算100試合出場を達成した。

## 個人成績

### クラブでの出場記録
2011年5月22日時点
| クラブ成績     | クラブ成績         | クラブ成績     | リーグ | リーグ | カップ           | カップ           | リーグ杯 | リーグ杯 | 国際大会   | 国際大会   | 通算 | 通算 |
| シーズン       | クラブ             | リーグ         | 出場   | 得点   | 出場             | 得点             | 出場     | 得点     | 出場       | 得点       | 出場 | 得点 |
| ブルガリア     | ブルガリア         | ブルガリア     | リーグ | リーグ | カップ           | カップ           | リーグ杯 | リーグ杯 | ヨーロッパ | ヨーロッパ | 通算 | 通算 |
| -------------- | ------------------ | -------------- | ------ | ------ | ---------------- | ---------------- | -------- | -------- | ---------- | ---------- | ---- | ---- |
| 1996-97        | PFC CSKAソフィア   | 1部            | 5      | 0      | -                | -                | -        | -        | -          | -          | 5    | 0    |
| 1997-98        | PFC CSKAソフィア   | 1部            | 10     | 2      | -                | -                | -        | -        | -          | -          | 10   | 2    |
| 1998-99        | PFC CSKAソフィア   | 1部            | 28     | 4      | -                | -                | -        | -        | -          | -          | 28   | 4    |
| スコットランド | スコットランド     | スコットランド | リーグ | リーグ | スコットランド杯 | スコットランド杯 | リーグ杯 | リーグ杯 | ヨーロッパ | ヨーロッパ | 通算 | 通算 |
| 1999-00        | セルティックFC     | プレミア       | 26     | 1      | -                | -                | 2        | 0        | 1          | 0          | 29   | 1    |
| 2000-01        | セルティックFC     | プレミア       | 28     | 7      | 3                | 0                | 2        | 0        | 5          | 1          | 38   | 8    |
| 2001-02        | セルティックFC     | プレミア       | 28     | 6      | 5                | 1                | 3        | 0        | 8          | 1          | 44   | 8    |
| 2002-03        | セルティックFC     | プレミア       | 34     | 12     | -                | -                | 2        | 0        | 14         | 2          | 50   | 14   |
| 2003-04        | セルティックFC     | プレミア       | 35     | 6      | 5                | 3                | -        | -        | 15         | 1          | 55   | 7    |
| 2004-05        | セルティックFC     | プレミア       | 37     | 11     | 5                | 1                | 1        | 0        | 6          | 0          | 50   | 12   |
| 2005-06        | セルティックFC     | プレミア       | 37     | 10     | -                | -                | 4        | 0        | 2          | 0          | 43   | 10   |
| 2006-07        | セルティックFC     | プレミア       | 3      | 2      | -                | -                | -        | -        | -          | -          | 3    | 2    |
| イングランド   | イングランド       | イングランド   | リーグ | リーグ | FAカップ         | FAカップ         | FLカップ | FLカップ | ヨーロッパ | ヨーロッパ | 通算 | 通算 |
| 2006-07        | アストン・ヴィラFC | プレミア       | 30     | 2      | 1                | 0                | 3        | 0        | -          | -          | 34   | 2    |
| 2007-08        | アストン・ヴィラFC | プレミア       | 28     | 1      | 1                | 0                | 2        | 0        | -          | -          | 31   | 1    |
| 2008-09        | アストン・ヴィラFC | プレミア       | 36     | 1      | 3                | 0                | 1        | 0        | 7          | 1          | 47   | 2    |
| 2009-10        | アストン・ヴィラFC | プレミア       | 37     | 0      | 3                | 1                | 6        | 0        | 1          | 0          | 47   | 1    |
| 2010-11        | アストン・ヴィラFC | プレミア       | 27     | 1      | 1                | 1                | 0        | 0        | 1          | 0          | 21   | 2    |
| 2011-12        | アストン・ヴィラFC | プレミア       | 28     | 4      | 1                | 1                | 1        | 0        | -          | -          | 30   | 4    |
| 2012-13        | アストン・ヴィラFC | プレミア       | 0      | 0      | 0                | 0                | 0        | 0        | -          | -          | 0    | 0    |
| 通算           | ブルガリア         | ブルガリア     | 43     | 6      | -                | -                | -        | -        | -          | -          | 43   | 6    |
| 通算           | スコットランド     | スコットランド | 228    | 55     | 18               | 5                | 14       | 0        | 52         | 5          | 312  | 65   |
| 通算           | イングランド       | イングランド   | 186    | 9      | 10               | 3                | 13       | 0        | 9          | 1          | 218  | 12   |
| 総通算         | 総通算             | 総通算         | 457    | 70     | 28               | 8                | 27       | 0        | 61         | 6          | 573  | 83   |

### 代表での得点
2011年2月9日時点
| #  | 日時           | 場所           | 相手         | スコア | 結果     | 大会                                    |
| -- | -------------- | -------------- | ------------ | ------ | -------- | --------------------------------------- |
| 1. | 2000年3月29日  | ソフィア       | ベラルーシ   | 4–1    | 勝利     | 親善試合                                |
| 2. | 2001年1月24日  | モレリア       | メキシコ     | 2–0    | 勝利     | 親善試合                                |
| 3. | 2001年2月28日  | アンマン       | ヨルダン     | 2–0    | 勝利     | 親善試合                                |
| 4. | 2002年9月7日   | ブリュッセル   | ベルギー     | 2–0    | 勝利     | UEFA EURO 2004予選                      |
| 5. | 2002年10月12日 | ソフィア       | クロアチア   | 2–0    | 勝利     | UEFA EURO 2004予選                      |
| 6. | 2003年3月27日  | クルシェヴァツ | セルビア     | 2–1    | 勝利     | 親善試合                                |
| 7. | 2005年3月30日  | ブダペスト     | ハンガリー   | 1–1    | 引き分け | 2006 FIFAワールドカップ・ヨーロッパ予選 |
| 8. | 2008年9月6日   | ポドゴリツァ   | モンテネグロ | 2–2    | 引き分け | 2010 FIFAワールドカップ・ヨーロッパ予選 |

## タイトル

### クラブ
PFC CSKAソフィア
- ブルガリア・リーグ : 1996-97
- ブルガリア・カップ : 1996-97, 1998-99

セルティックFC
- スコティッシュ・プレミアリーグ : 2000-01, 2001-02, 2003-04, 2005-06
- スコティッシュ・カップ : 2000-01, 2003-04, 2004-05
- スコティッシュリーグカップ : 2000, 2001, 2006

アストン・ヴィラFC
- ピースカップ : 2009

### 個人
- スコティッシュ・プレミアリーグ最優秀若手選手賞 : 2001
- ブルガリア最優秀選手賞 : 2003